# Jonquières (Aude)
Jonquières é uma comuna francesa na região administrativa de Occitânia, no departamento de Aude. Estende-se por uma área de 13,66 km². Em 2010 a comuna tinha 61 habitantes (densidade: 4,5 hab./km²).